# Domingos Leite Pereira

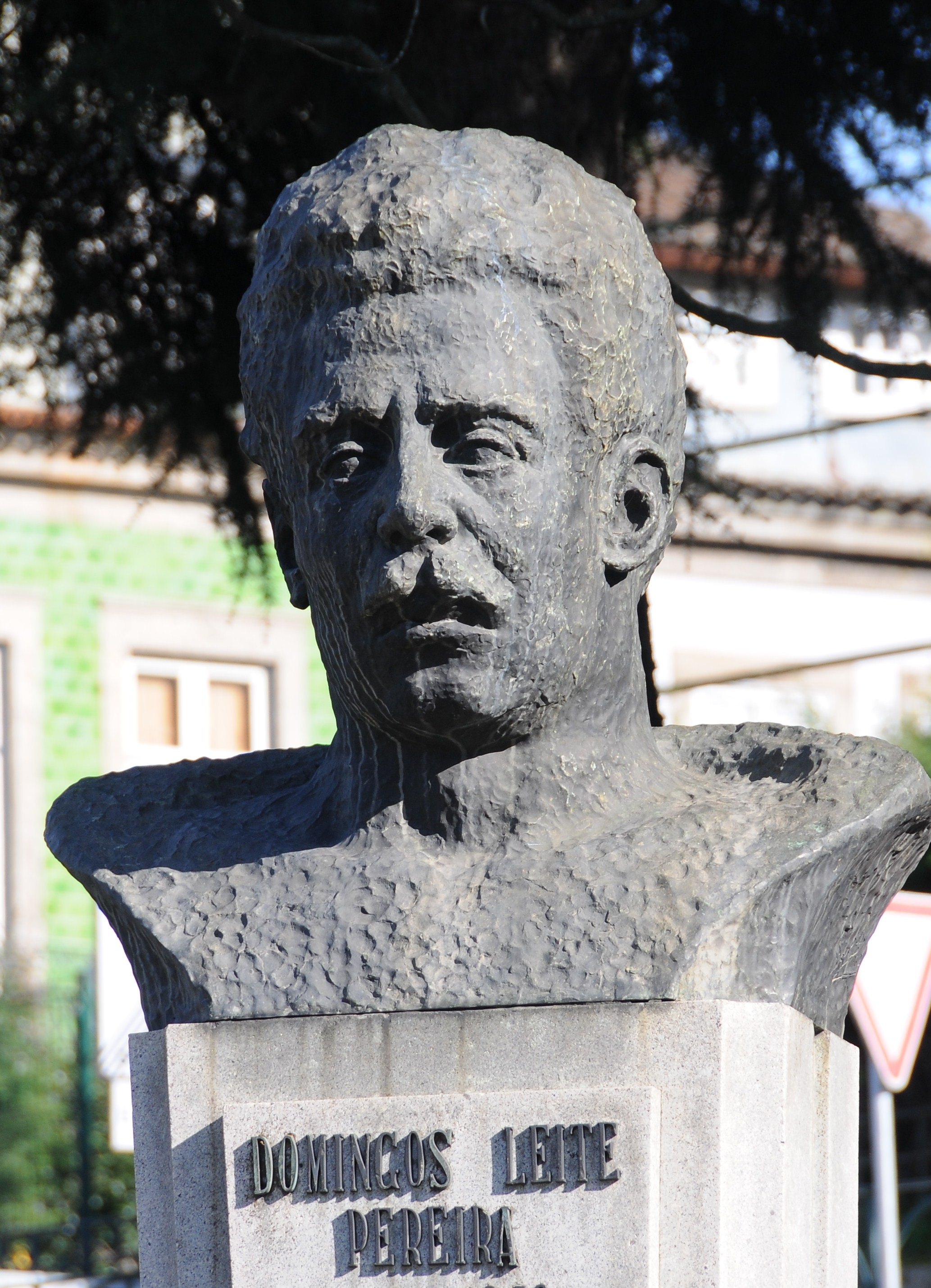
Domingos Leite Pereira

Domingos Leite Pereira (* 19. September 1882 in Braga; † 27. Oktober 1956 in Porto) war ein katholischer Priester und portugiesischer Politiker. Er war insgesamt dreimal (30. März – 30. Juni 1919, 21. Januar – 8. März 1920 und 1. August – 18. Dezember 1925) Ministerpräsident seines Landes. Er war Mitglied der Demokratischen Partei.

## Leben
Domingos Leite Pereira studierte Theologie und Literatur an der Universität von Coimbra. Als katholischer Priester half er, das während der ersten Republik stark zerrüttete Verhältnis zwischen Kirche und Staat in Portugal zu verbessern.
Nach Ausrufung der Republik (1910) war er Präsident des Kommunalparlaments in Braga und Abgeordneter in der Verfassungsgebenden Versammlung. Später wurde er Präsident des portugiesischen Parlaments. In der Regierung José Relvas war er Erziehungsminister. Nach dem Rücktritt von Relvas wurde er selbst zum ersten Mal Ministerpräsident. Neben seinen drei Amtszeiten als Ministerpräsident war er auch in fünf verschiedenen Regierungen als Außenminister tätig. Nach dem Putsch von 1926, der die Demokratie in Portugal beendete, und während der Jahre der Salazar-Diktatur zog er sich aus der Politik zurück und war bis zu seinem Tod als Chef der Douro-Lebensversicherung tätig.